# 原里村
原里村（はらさとむら）は、静岡県の北東、富士山東麓にあった駿東郡の村。
1955年に周辺町村と合併し、御殿場市になった。

## 地理
御厨地方の中心部に位置する。村名の「原里」とは、江戸時代の地域区分である「御厨原方組合」から考案された地名である。

## 歴史
- 1889年（明治22年）4月1日 - 保土沢新田、川島田村、板妻村、神場村、柴怒田村（高根柴怒田村の飛び地）、永塚村、杉名沢村が合併して原里村が発足。印野村と組合村となっていた。組合村役場は原里村保土沢に置かれた。
- 1913年（大正2年）3月31日 - 印野村との組合村を解消。
- 1955年（昭和30年）2月11日 - 御殿場町、富士岡村、玉穂村、印野村と合併し、御殿場市になった。村役場は御殿場市役所原里支所に、村有財産は御殿場市原里財産区に引き継がれた。

## 交通
- 御殿場線御殿場駅が最寄